# Nepenthomyia malayana
Nepenthomyia malayana är en tvåvingeart som beskrevs av Hiromu Kurahashi och Roger A. Beaver 1979. Nepenthomyia malayana ingår i släktet Nepenthomyia och familjen spyflugor. Inga underarter finns listade i Catalogue of Life.